# Zé Ricardo (político)
Zé Ricardo, nome político de José Ricardo Wendling (Montenegro, 23 de junho de 1964), é um economista, advogado e político brasileiro filiado ao Partido dos Trabalhadores, eleito vereador pela cidade de Manaus em 2024. Foi deputado federal pelo Amazonas, deputado estadual por dois mandatos consecutivos e vereador de Manaus também por dois mandatos, onde presidiu a Comissão dos Direitos Humanos e a Comissão de Legislação Participativa da Câmara Municipal de Manaus (CMM).
No Amazonas, Zé Ricardo é conhecido por prestar contas de mandatos parlamentares que exerce em cima de uma Kombi branca sonorizada estacionada em pontos públicos da cidade, como terminais de ônibus, bairros, feiras e demais localidades de Manaus, como também nos municípios do estado do Amazonas que visita. Devido à essa prática, a população passou a chamá-lo de "o homem da Kombi".
Disputou duas vezes a Câmara Municipal de Manaus até ser eleito vereador em 2004. Foi reeleito em 2008. Em 2010, venceu a eleição para deputado estadual, conquistando mais de 38 mil votos; e em 2014, foi reeleito à Assembleia Legislativa do Amazonas. Foi candidato a prefeitura na eleição municipal de Manaus em 2016, pela coligação PT e PCdoB. Terminou em quarto lugar com 10% dos votos. Em 2017, na eleição suplementar para governador do Estado recebeu 181 mil votos, ficando em quarto lugar, no pleito vencido em segundo turno por Amazonino Mendes (PDT). Em 2018, disputou uma vaga na Câmara dos Deputados, eleito com 197 mil votos, a maior votação naquele pleito. Foi candidato à prefeitura de Manaus, na eleição de 2020, pela coligação PT, PSOL, Rede e PCB. Terminou em 3º lugar com 14,52% dos votos. Em 2024, foi eleito vereador em Manaus pela terceira vez.
Zé Ricardo foi colunista do jornal 10 Minutos do grupo Diário do Amazonas, Blog do Hiel Levy e Amazonas Atual, onde escreve semanalmente sobre temas diversos, como educação, pesquisa e seu trabalho na Câmara dos Deputados. Também foi articulista da Revista PIM. No mandato de deputado federal, Zé Ricardo lança anualmente um livro de artigos que reúne todas as publicações de sua autoria nos veículos de imprensa. Os livros possuem prefácios do ex-deputado federal Francisco Praciano, do arcebispo de Manaus Dom Sérgio Castriani e do poeta paulista Dori Carvalho.

## Biografia

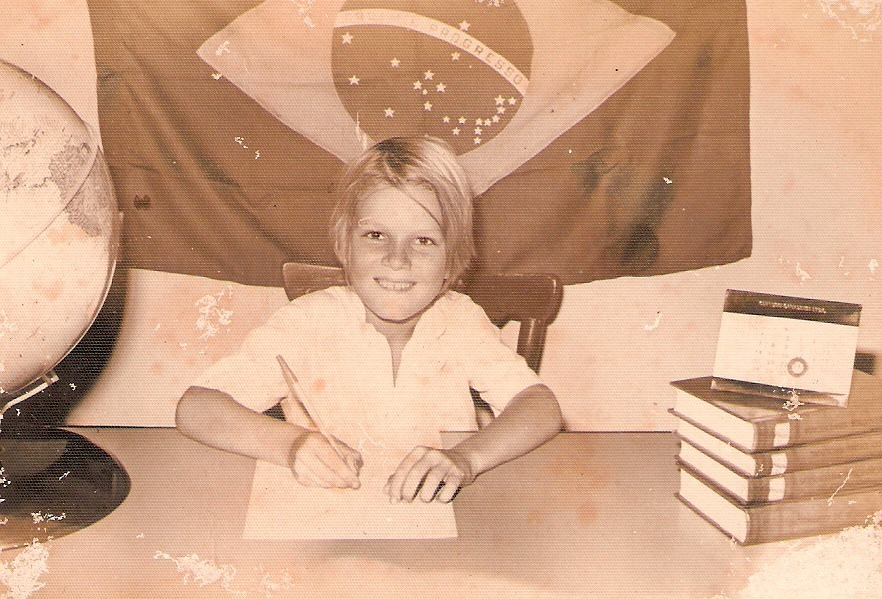
Zé Ricardo aos 7 anos de idade

José Ricardo Wendling nasceu no distrito de Harmonia, município de Montenegro, no estado do Rio Grande do Sul, mas mora em Manaus desde os 7 anos de idade. Filho do agricultor Albano Afonso Rodrigues Wendling e da costureira Isolda Clotilde Ludwig, é o mais velho de cinco filhos. Sua família se mudou para o Amazonas em 1971 em função da onda migratória incentivada pelo Governo Federal. Ricardo e sua família foram trabalhar na agricultura em Iranduba e posteriormente em Manaus, onde fixou residência no bairro de São Francisco.

## Formação e atividades profissionais

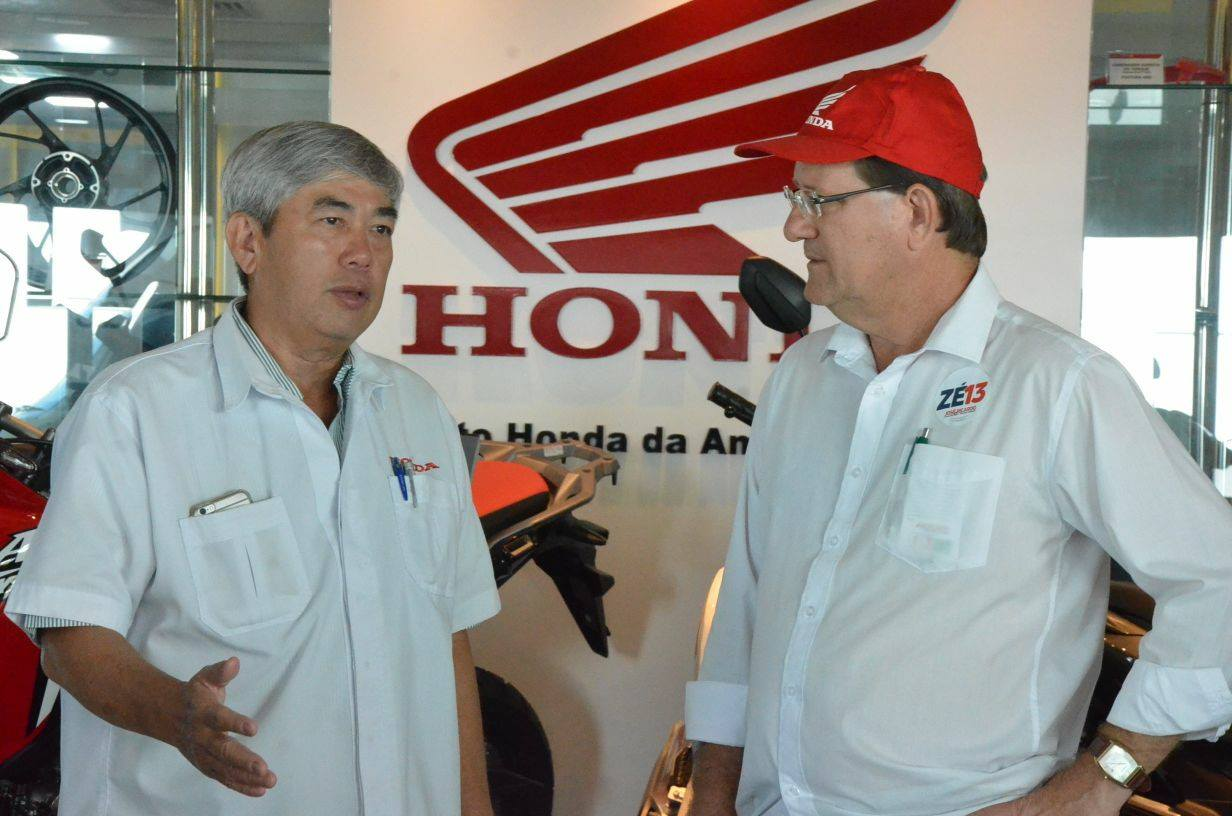
Zé Ricardo visita fábrica da Honda na Zona Franca de Manaus

Cursou os ensinos fundamental e médio nas escolas públicas Ângelo Ramazotti, Ruy Araújo e Benjamin Constant. Em 1988, formou-se em Ciências Econômicas pela Universidade Federal do Amazonas, sendo agraciado como "anel simbólico" de melhor desempenho. Em 1999, concluiu o curso de Direito pela Universidade Nilton Lins. É pós-graduado pela UFAM, em Gerência Financeira Empresarial e Metodologia de Ensino Superior do Amazonas. Possui mestrado em Estado, Governo e Políticas Públicas pela Faculdade Latino-Americana de Ciências Sociais.
Em 1991, iniciou sua atuação junto ao Conselho Regional de Economia da 13ª Região. Em 1993, participou da criação do Comitê Estadual da Ação e Cidadania contra a Fome e, a partir do ano seguinte, passou a participar do Fórum do Orçamento Público de Manaus, como representante do CORECON.
Iniciou seus trabalhos como ambulante, vendendo picolés pelas ruas de Manaus para complementar a renda de sua família, e a partir dos 15 anos começou a trabalhar no Distrito Industrial, nas empresas Sharp, Sanyo e Ava Industrial. Após concluir o curso de Economia, começou a trabalhar na área de consultoria econômica e elaboração de projetos técnicos e econômicos junto às empresas industriais da Zona Franca de Manaus. Foi professor de economia no CIESA, nos anos de 1992 a 1994, e da Faculdade Dom Bosco em 2005.

## Carreira política

### Militância no Partido dos Trabalhadores e atividades religiosas
Desde 1995, é filiado ao PT e colaborador desde a sua fundação, em 1980. Foi membro do Diretório Estadual e membro do Diretório Municipal em Manaus e, em três gestões, foi secretário de Finanças, coordenando a aquisição da sede própria do partido.
Iniciou a militância junto à Igreja Católica em Manaus, entre as atividades de participação popular, participou de atividades religiosas e pastorais na Paróquia São Francisco, bairro de São Francisco, colaborou na Cáritas Arquidiocesana de Manaus, nas Pastorais Sociais e no Grito dos Excluídos da Arquidiocese de Manaus. É membro do Conselho Arquidiocesano de Leigos e Leigas de Manaus.

### Desempenho eleitoral
José concorreu, pela primeira vez, a uma eleição como candidato a vereador em 1996, quando ficou como quarto suplente. Em 2000, candidatou-se pela segunda vez, ficando como terceiro suplente; e em 2002, concorreu como candidato a deputado estadual, terminando em primeiro suplente. Em 2004, ele elegeu-se vereador, disputando novamente as eleições em 2006, como deputado estadual, terminando como segundo suplente. Em 2008, Zé Ricardo elegeu-se pela segunda vez vereador de Manaus. Em 2010, venceu a eleição para deputado estadual, conquistando mais de 38,3 mil votos em 2014, foi reeleito deputado estadual.

### Vereador
Na Câmara Municipal, propôs no transporte o projeto da meia passagem, transparência da tarifa de ônibus, licitação e melhoria do sistema de transporte. Na área da educação fez projetos para construções de bibliotecas, emendas no orçamento para construção de escolas, denúncias de falta de merenda, luta pelo Plano de Cargos, Carreiras e Salários (PCCS) dos professores e cobrança pela melhoria da qualidade na educação. Cobrou política habitacional do município, por meio do Programa ‘Minha Casa, Minha Vida’, questionou na Justiça sobre o reajuste da água e sobre a falta de água para a população.
Na área da saúde lutou pela melhoria no atendimento básico. Na luta pelos direitos das mulheres apresentou projeto pela reestruturação do Conselho Municipal dos Direitos da Mulher, em condições paritárias e com objetivos claros, além de ter atuado na criação do Conselho Municipal de Segurança Alimentar e Nutricional.

### Deputado Estadual
Na Assembleia Legislativa, foi presidente da Comissão de Ciência, Tecnologia, Comunicação e Informática entre 2011 e 2014 e foi líder do PT entre 2013 e 2014 e foi presidente da Comissão de Direitos Humanos, Cidadania e Legislação Participativa. Foi autor das leis pelo fim do pagamento do 14º e 15º salários dos deputados (auxílio paletó), da Ficha Limpa Estadual, que proíbe a nomeação de "fichas sujas" para cargos no poder público e da "Ficha Limpa das ONGs", que veda destinação de recursos públicos para organizações controladas por pessoas "fichas sujas" e fim do repasse de recursos públicos para ONGs de políticos. Foi autor da lei da Transparência Estadual, que obriga maior transparência na arrecadação, nos pagamentos e nos benefícios financeiros do executivo estadual. Na área da educação, foi o autor das leis que limita o número máximo de alunos por sala de aula, da "Universalização de Bibliotecas", para que cada escola tenha uma biblioteca e a que garante desconto na compra de livros pelos professores.

Apresentou também Projetos que destina 60% das receitas estaduais dos royalties do petróleo para remuneração de professores e do "Fundeb Transparente", que cria portais de transparência detalhando os gastos dos recursos e o da "Vistoria das Escolas", que obriga a realização de vistoria, a cada dois anos, das estruturas físicas das escolas estaduais, além da PEC pelo Passe Livre Estudantil. No combate à corrupção, foi autor da Lei que criou o Dia Estadual de Combate à Corrupção, em 9 de dezembro e apresentou Projeto para criar a Frente Parlamentar de Combate à Corrupção. Também apresentou projetos para melhorar a transparência nos órgãos públicos, como o da Divulgação dos Beneficiários de Programas Sociais, e o projeto que define que o pagamento de obras só se dará após comprovação pela sociedade.

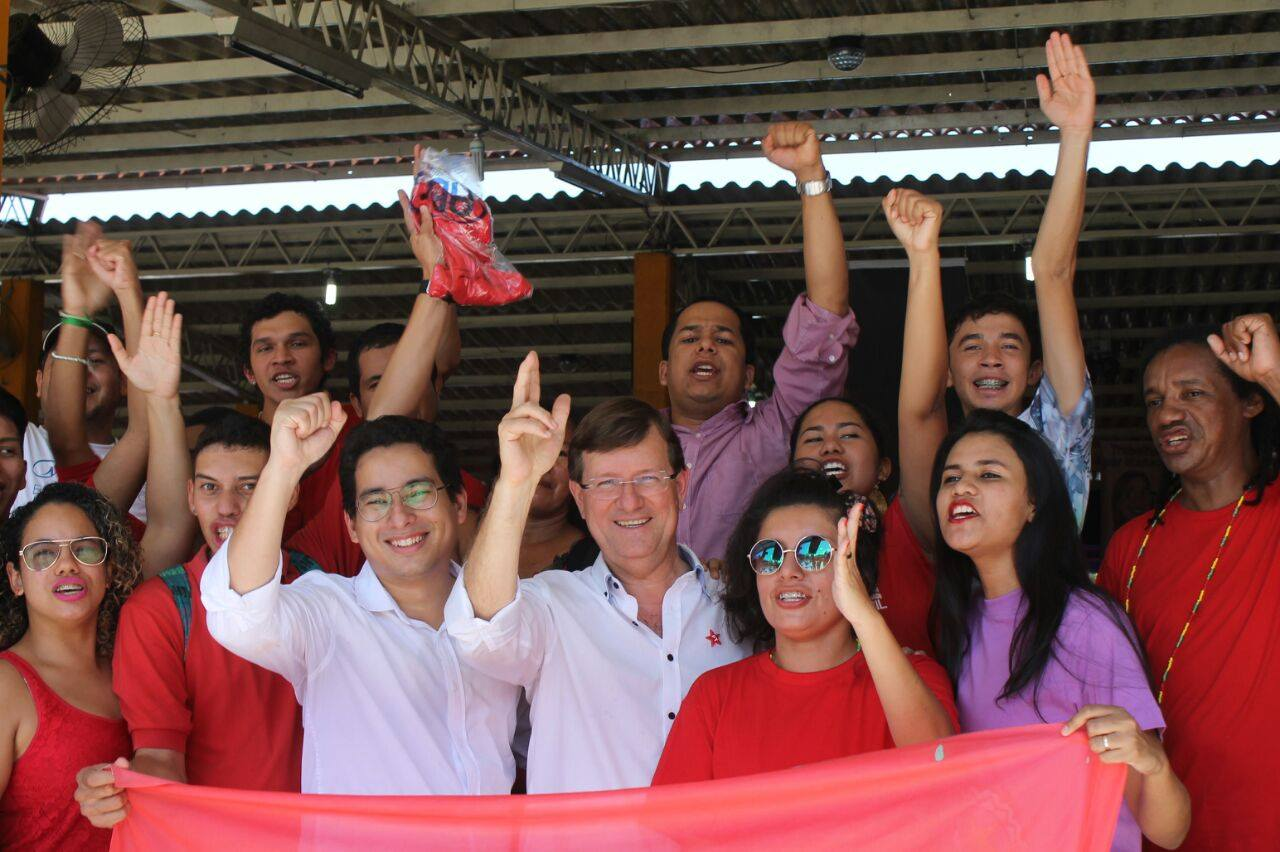
Zé Ricardo e Yann Evanovick, candidato a vice (de branco), em campanha nas eleições de 2016.

### Candidatura à prefeitura de Manaus em 2016
No dia 30 de julho de 2016, a convenção partidária do Partido dos Trabalhadores confirmou o nome de Zé Ricardo a prefeito de Manaus nas eleições de 2016. Na composição da chapa, Zé teve como vice o líder estudantil Yann Evanovick do PCdoB. A coligação "Compromisso Com o Povo" foi composta pelos partidos PT e Partido Comunista do Brasil. A chapa terminou em 4º lugar, com 10,99% (113.939 mil votos).

### Candidatura à prefeitura de Manaus em 2020

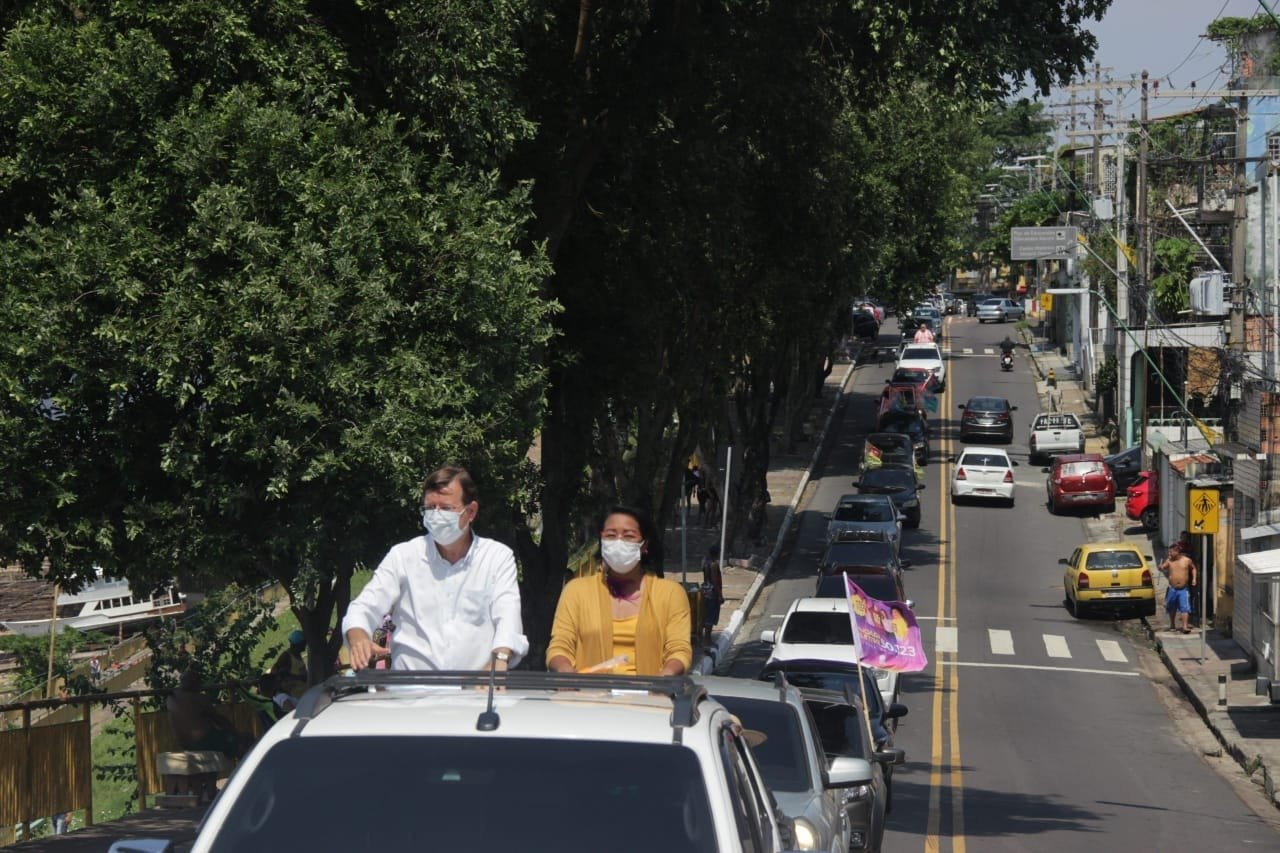
Zé Ricardo e Marklize Siqueira em carreata nas eleições de 2020 em Manaus

Nas eleições municipais de 2020 em Manaus, Zé Ricardo foi novamente candidato a prefeito de Manaus, tendo como vice a assistente social Marklize Siqueira do PSOL. A chapa "Manaus Pela Vida, Pelos Pobres", formada pelo PT, PSOL, REDE e com o apoio simbólico do PCO e UP, teve como prioridade de campanha, políticas públicas para a população mais pobre da cidade. A chapa ficou em 3º lugar, com 14,52% (139.846 mil votos).

### Candidatura à vereança de Manaus em 2024
Nas eleiçoes municipais de 2024 em Manaus, Zé Ricardo se candidatou a vereador a Câmara Municipal de Manaus (CMM) pela quinta vez pela Federação Brasil da esperança sendo o segundo vereador mais votado da captal, tendo 1,59% dos votos (17.395 votos) sendo eleito 

### Deputado federal
Nas eleições de 2018, foi eleito deputado federal do Amazonas com 197.270 votos, sendo o mais votado do estado.

## Vida pessoal
Zé Ricardo é casado com a psicóloga Cristiane Madeira e tem dois filhos, Paulo e Thiago. Possui 5 irmãos. Zé possui coleções de selos, filmes em VHS e álbuns de fotos. No Amazonas, por visitar as paróquias dos municípios e estar presente na comunidade católica, Zé é confundido como padre de congregação estrangeira, devido a sua aparência e forma branda de falar.
Em 2023, lançou o livro História do Bairro São Francisco, sobre o bairro da Zona Sul de Manaus.